# Oldsum
Oldsum (frisó septentrional Olersem) és un dels municipis de l'illa de Föhr (Illes Frisones) que forma part del districte de Nordfriesland, dins l'Amt Föhr-Amrum, a l'estat alemany de Slesvig-Holstein. Segons el cens de 2022 te una població de 561 habitants.

## Geografia
El municipi d'Oldsum consta dels tres llogarets d'Oldsum, Klintum (Klantem) i Toftum (Taftem), que s'estenen per uns dos quilòmetres per la carretera principal. Està situat a uns dos quilòmetres de la costa occidental de l'illa, la costa nord és només una mica més a prop. Oldsum limita amb Süderende al sud, Dunsum al sud-oest i Alkersum i Midlum a l'est.

## Història
El lloc va ser registrat per primera vegada el 1463 com a Ulnersum. Durant el segle xvii, Oldsum era una vila important de caçadors de balenes. Un dels baleners de més èxit, Matthias Petersen (nascut el 1632) hi vivia. En la seva vida, va ser capaç de capturar 373 balenes, i la seva tomba encara es pot visitar al cementiri de l'església de Sant Laurentii a Süderende.
Com a part de Westerland Föhr, Oldsum pertanyia als enclavaments reials de Dinamarca i, per tant, va ser part directa de la corona danesa, mentre que Osterland Föhr pertanyia al ducat de Slesvig. Només quan Dinamarca va perdre Schleswig davant Prússia en la Guerra dels Ducats, Oldsum es va convertir en una part de Slesvig-Holstein.